# Alizé Cornet
Alizé Cornet (ur. 22 stycznia 1990 w Nicei) – francuska tenisistka, mistrzyni juniorskiego Roland Garros w grze pojedynczej, zdobywczyni Pucharu Hopmana w 2014 roku. Reprezentantka kraju w Pucharze Billie Jean King. Jest tenisistką praworęczną z oburęcznym bekhendem.

## Kariera tenisowa
Cornet treningi tenisowe rozpoczęła w wieku czterech lat. W kwietniu 2003 rozpoczęła występy w gronie juniorek, początkowo bez żadnych sukcesów. W styczniu 2005 w Hamburgu osiągnęła finał, ustalając swój najlepszy wynik wówczas w karierze. Następnie była w finale mistrzostw Czech, jednak uległa tam Agnieszce Radwańskiej. Od kwietnia zaczęła być rozpoznawalna w rozgrywkach do lat osiemnastu i regularnie wygrywała turnieje (w tym między innymi Banana Bowl). Jej dwa ostatnie starty juniorskie to turnieje wielkoszlemowe. Podczas Australian Open 2007 doszła do półfinału, nie dając rady dominatorce z Rosji, Anastasiji Pawluczenkowej. Jednak na własnych kortach Rolanda Garrosa była już bezkonkurencyjna. W finale ograła Kolumbijkę Marianę Duque Mariño 4:6, 6:1, 6:0. Po tym triumfie została ósmą rakietą rankingu młodszych zawodniczek.
Od 2004 roku uczestniczyła w rozgrywkach kobiecych Międzynarodowej Federacji Tenisowej, początkowo nie odnosząc żadnych sukcesów. W maju 2005 została dostrzeżona i organizatorzy wielkoszlemowego Roland Garros przyznali jej dziką kartę, uprawniającą do startu w imprezie głównej. Był to jej debiut w profesjonalnych rozgrywkach. W pierwszej rundzie wyeliminowała Rosjankę Alinę Żydkową, ale zaraz potem uległa swojej utytułowanej rodaczce, Amélie Mauresmo.
Wkrótce młodziutka gwiazda z Nicei zagościła w Polsce w niewielkim turnieju w Toruniu. Przegrała tam w ćwierćfinale z Joanną Sakowicz. Po paśmie nieudanych występów powróciła w wielkim stylu we włoskim Bari, gdzie odniosła zwycięstwo. Na liście jej pokonanych znalazły się Karolina Kosińska i Tathiana Garbin. Najlepsza była również w Padwie, wzbogacając swój dorobek o kolejny puchar.
W styczniu 2007 przeszła eliminacje do zawodowego Australian Open (w trzeciej rundzie wygrała z Kateryną Bondarenko), jednak w głównej drabince trafiła na Danielę Hantuchovą i łatwo z nią przegrała. W Paryżu w turnieju halowym również grała krótko, została pokonana przez swoją rodaczkę, Tatianę Golovin. W dalszej części roku regularnie przechodziła eliminacje do imprez WTA, kontynuując swoją wspinaczkę rankingową. Podczas US Open odniosła cenne wygrane nad Samanthą Stosur i Caroline Wozniacki. Uległa dopiero Jelenie Janković.
Nieudanie rozpoczęła rok 2008, przegrywając we wczesnych fazach zawodów. Przełom nastąpił w Acapulco, gdzie Francuzka awansowała do pierwszego w karierze profesjonalnej finału. Pokonała między innymi Jelenę Kostanić Tošić. W decydującym spotkaniu uległa Flavii Pennetcie 0:6, 6:4, 1:6. Podczas imprezy w amerykańskim Amelia Island, występując jako 48. zawodniczka rankingu światowego, doszła do półfinału, pokonując Virginie Razzano w 1/4 finału. Podczas kolejnego turnieju na amerykańskiej, zielonej mączce Alizé doszła również do 1/2 finału ulegając Serenie Williams 5:7, 3:6.
Doszła do finału na kortach w Rzymie, gdzie do turnieju głównego dostała się z eliminacji. Na tej imprezie pokonała m.in. Francescę Schiavone w II rundzie, Swietłanę Kuzniecową w III czy Annę Czakwetadze w 1/2 finału, a Serena Williams oddała na jej korzyść mecz ćwierćfinałowy. W finale uległa Serbce Jelenie Janković 2:6, 2:6. Na French Open uległa Agnieszce Radwańskiej w trzeciej rundzie. Na turniejach trawiastych w Eastbourne i Londynie odpadła w pierwszej rundzie.
Następnie wzięła udział w turnieju trzeciej kategorii w Budapeszcie, Gaz de France Budapest Grand Prix. Była rozstawiona z numerem 2. W pierwszej rundzie otrzymała wolny los. W drugiej pokonała Słowaczkę Magdalénę Rybárikovą 6:2, 6:2. Następny mecz z Anną-Leną Grönefeld z Niemiec wygrała 6:2, 6:3. Półfinałowa przeciwniczka Gréta Arn zdołała jej ugrać tylko po gemie w obu setach. Dzięki temu zwycięstwu Cornet po raz trzeci w sezonie znalazła się w finale turnieju WTA w grze pojedynczej. Finałowa przeciwniczka Andreja Klepač również nie zdołała wygrać seta z Francuzką. Tym samym Alizé wygrała swój pierwszy turniej wynikiem 7:6(5), 6:3 i awansowała na 18. miejsce w rankingu WTA. W tej imprezie wzięła też udział w grze deblowej w parze z Janette Husárovą i osiągnęła ten sam rezultat – wygraną w finale przeciw parze Vanessa Henke-Raluca Olaru wynikiem 6:7(5), 6:1, 10–6.
W 2012 roku wygrała turniej w Bad Gastein, pokonując w finale Yaninę Wickmayer 7:5, 7:6(1). W maju 2013 roku awansowała do finału zawodów w Strasburgu, w którym pokonała Lucie Hradecką 7:6(4), 6:0.
Sezon 2014 rozpoczęła od zwycięstwa w parze z Jo-Wilfriedem Tsongą w Pucharze Hopmana. W finale mikst pokonał Agnieszkę Radwańską i Grzegorza Panfila stosunkiem 2:1. W lutym zanotowała finał w Dubaju, w którym uległa Venus Williams 3:6, 0:6. Kolejne singlowe zwycięstwo osiągnęła w Katowicach, gdzie triumfowała w meczu mistrzowskim z Camilą Giorgi 7:6(3), 5:7, 7:5.
Piąte zwycięstwo w grze pojedynczej Francuzka odniosła w styczniu 2016 roku w Hobart, pokonując Kanadyjkę Eugenie Bouchard 6:1, 6:2.

## Życie prywatne
Jej rodzice noszą imiona Patricia i Francis. Jej brat Sébastien, z wykształcenia lekarz, jest menedżerem Cornet.

## Historia występów wielkoszlemowych
Legenda
     W, wygrany turniej
     F, przegrana w finale
     SF, przegrana w półfinale
     QF, przegrana w ćwierćfinale
     xR, przegrana w x rundzie
     Qx, przegrana w x rundzie kwalifikacji
     A, brak startu
     NH, turniej nie odbył się

### Występy w grze pojedynczej
| Australian Open        | A   | A   | 1R  | 1R | 2R | 4R | 1R | 3R | 1R | 2R | 3R | 3R | 2R | 2R | 3R | 2R | 2R | 2R | QF | 1R  | 1R | 0 / 19 | 22 – 19 |  |  |  |
| French Open            | A   | 2R  | 2R  | 1R | 3R | 2R | 1R | 2R | 1R | 3R | 2R | 4R | 3R | 4R | 2R | 1R | 2R | 1R | 3R | 1R  |    | 0 / 19 | 21 – 19 |  |  |  |
| Wimbledon              | A   | A   | A   | 2R | 1R | 1R | 1R | 1R | 2R | 3R | 4R | 2R | 3R | 1R | 1R | 1R | NH | 2R | 4R | 2R  |    | 0 / 16 | 15 – 16 |  |  |  |
| US Open                | A   | A   | A   | 3R | 3R | 2R | 1R | 2R | 2R | 3R | 3R | 1R | 1R | 2R | 1R | 2R | 4R | 1R | 3R | 1R  |    | 0 / 17 | 18 – 17 |  |  |  |
|                        |     |     |     |    |    |    |    |    |    |    |    |    |    |    |    |    |    |    |    |     |    |        |         |  |  |  |
| Ranking na koniec roku | 861 | 308 | 189 | 57 | 16 | 50 | 78 | 89 | 44 | 27 | 20 | 43 | 46 | 38 | 47 | 60 | 53 | 59 | 36 | 118 |    | 0 / 71 | 76 – 71 |  |  |  |

### Występy w grze podwójnej
| Australian Open        | A | A | A  | A   | 1R  | 2R  | 1R | 1R | 1R | 1R  | 3R  | 1R  | 1R  | 2R  | 1R  | 3R  | 1R  | A   | 1R | 1R  | A | 0 / 15 | 6 – 15  |  |  |  |  |
| French Open            | A | A | 1R | 1R  | 2R  | 1R  | 2R | 1R | 1R | 1R  | 1R  | 2R  | 2R  | 1R  | A   | 2R  | 1R  | A   | 1R | 3R  |   | 0 / 16 | 7 – 15  |  |  |  |  |
| Wimbledon              | A | A | A  | A   | 1R  | 1R  | A  | 1R | 1R | 2R  | 2R  | 1R  | 2R  | 1R  | 1R  | 3R  | NH  | A   | 2R | A   |   | 0 / 12 | 6 – 11  |  |  |  |  |
| US Open                | A | A | A  | A   | 1R  | 1R  | 1R | A  | 1R | 2R  | 1R  | 1R  | 1R  | 1R  | 1R  | 1R  | A   | 2R  | 1R | 1R  |   | 0 / 14 | 2 – 14  |  |  |  |  |
|                        |   |   |    |     |     |     |    |    |    |     |     |     |     |     |     |     |     |     |    |     |   |        |         |  |  |  |  |
| Ranking na koniec roku | – | – | –  | 364 | 127 | 186 | 79 | 86 | 92 | 174 | 110 | 108 | 153 | 115 | 156 | 111 | 185 | 280 | 67 | 317 |   | 0 / 57 | 21 – 55 |  |  |  |  |

### Występy w grze mieszanej
| Australian Open | A | A  | 2R | A  | A  | QF | A | A  | A | A  | A  | A  | A  | A | A | A  | A  | A  | A  | A  | A | 0 / 2  | 3 – 1   |  |  |  |  |
| French Open     | A | 1R | 1R | 2R | 2R | A  | A | 1R | A | A  | QF | A  | 2R | A | A | 1R | NH | 1R | A  | 1R |   | 0 / 10 | 5 – 10  |  |  |  |  |
| Wimbledon       | A | A  | A  | A  | 1R | A  | A | A  | A | 3R | A  | 2R | A  | A | A | 1R | NH | A  | QF | A  |   | 0 / 5  | 5 – 5   |  |  |  |  |
| US Open         | A | A  | A  | A  | A  | 1R | A | A  | A | 2R | A  | A  | A  | A | A | A  | NH | A  | A  | A  |   | 0 / 2  | 1 – 2   |  |  |  |  |
|                 |   |    |    |    |    |    |   |    |   |    |    |    |    |   |   |    |    |    |    |    |   |        |         |  |  |  |  |
|                 |   |    |    |    |    |    |   |    |   |    |    |    |    |   |   |    |    |    |    |    |   | 0 / 19 | 14 – 18 |  |  |  |  |

## Finały turniejów WTA
| Legenda                     | Legenda |
| --------------------------- | ------- |
| Wielki Szlem                |         |
| Igrzyska olimpijskie        |         |
| WTA Tour Championships      |         |
| 1988 – 2008                 |         |
| Kategoria I                 |         |
| Kategoria II                |         |
| Kategoria III               |         |
| Kategoria IV                |         |
| Kategoria V                 |         |
| 2009 – 2020                 |         |
| WTA Premier Mandatory       |         |
| WTA Premier 5               |         |
| WTA Premier                 |         |
| WTA International Series    |         |
| WTA 125K series (2012–2020) |         |
| od 2021                     |         |
| WTA 1000 (obowiązkowe)      |         |
| WTA 1000 (nieobowiązkowe)   |         |
| WTA 500                     |         |
| WTA 250                     |         |
| WTA 125                     |         |

### Gra pojedyncza 15 (6–9)
| Końcowy wynik | Nr | Data                | Turniej     | Nawierzchnia  | Przeciwniczka       | Wynik finału     |
| ------------- | -- | ------------------- | ----------- | ------------- | ------------------- | ---------------- |
| Finalistka    | 1. | 2 marca 2008        | Acapulco    | Ceglana       | Flavia Pennetta     | 0:6, 6:4, 1:6    |
| Finalistka    | 2. | 18 maja 2008        | Rzym        | Ceglana       | Jelena Janković     | 2:6, 2:6         |
| Zwyciężczyni  | 1. | 13 lipca 2008       | Budapeszt   | Ceglana       | Andreja Klepač      | 7:6(5), 6:3      |
| Finalistka    | 3. | 26 maja 2012        | Strasburg   | Ceglana       | Francesca Schiavone | 4:6, 4:6         |
| Zwyciężczyni  | 2. | 17 czerwca 2012     | Bad Gastein | Ceglana       | Yanina Wickmayer    | 7:5, 7:6(1)      |
| Zwyciężczyni  | 3. | 25 maja 2013        | Strasburg   | Ceglana       | Lucie Hradecká      | 7:6(4), 6:0      |
| Finalistka    | 4. | 22 lutego 2014      | Dubaj       | Twarda        | Venus Williams      | 3:6, 0:6         |
| Zwyciężczyni  | 4. | 13 kwietnia 2014    | Katowice    | Twarda (hala) | Camila Giorgi       | 7:6(3), 5:7, 7:5 |
| Finalistka    | 5. | 20 września 2014    | Kanton      | Twarda        | Monica Niculescu    | 4:6, 0:6         |
| Zwyciężczyni  | 5. | 16 stycznia 2016    | Hobart      | Twarda        | Eugenie Bouchard    | 6:1, 6:2         |
| Finalistka    | 6. | 7 stycznia 2017     | Brisbane    | Twarda        | Karolína Plíšková   | 0:6, 3:6         |
| Zwyciężczyni  | 6. | 22 lipca 2018       | Gstaad      | Ceglana       | Mandy Minella       | 6:4, 7:6(6)      |
| Finalistka    | 7. | 21 lipca 2019       | Lozanna     | Ceglana       | Fiona Ferro         | 1:6, 6:2, 1:6    |
| Finalistka    | 8. | 28 sierpnia 2021    | Chicago     | Twarda        | Elina Switolina     | 5:7, 4:6         |
| Finalistka    | 9. | 9 października 2022 | Monastyr    | Ceglana       | Elise Mertens       | 2:6, 0:6         |

### Gra podwójna 7 (3–4)
| Końcowy wynik | Nr | Data                 | Turniej   | Nawierzchnia | Partnerka           | Przeciwniczki                         | Wynik finału      |
| ------------- | -- | -------------------- | --------- | ------------ | ------------------- | ------------------------------------- | ----------------- |
| Zwyciężczyni  | 1. | 13 lipca 2008        | Budapeszt | Ceglana      | Janette Husárová    | Raluca Olaru Vanessa Henke            | 6:7(5), 6:1, 10–6 |
| Zwyciężczyni  | 2. | 22 maja 2010         | Strasburg | Ceglana      | Vania King          | Ałła Kudriawcewa Anastasija Rodionowa | 3:6, 6:4, 10–7    |
| Finalistka    | 1. | 27 sierpnia 2011     | Dallas    | Twarda       | Pauline Parmentier  | Alberta Brianti Sorana Cîrstea        | 5:7, 3:6          |
| Finalistka    | 2. | 20 września 2014     | Kanton    | Twarda       | Magda Linette       | Chuang Chia-jung Liang Chen           | 6:2, 6:7(3), 7–10 |
| Zwyciężczyni  | 3. | 18 października 2015 | Hongkong  | Twarda       | Jarosława Szwiedowa | Lara Arruabarrena Andreja Klepač      | 7:5, 6:4          |
| Finalistka    | 3. | 6 sierpnia 2017      | Stanford  | Twarda       | Alicja Rosolska     | Abigail Spears Coco Vandeweghe        | 2:6, 3:6          |
| Finalistka    | 4. | 19 czerwca 2022      | Berlin    | Trawiasta    | Jil Teichmann       | Storm Sanders Kateřina Siniaková      | 4:6, 3:6          |

## Występy w Turnieju WTA Tournament of Champions

### W grze pojedynczej
| Rok  | Rezultat              | Przeciwniczka                                          | Wynik                       |
| 2012 | zawodniczka rezerwowa | zawodniczka rezerwowa                                  | zawodniczka rezerwowa       |
| 2013 | Faza grupowa          | Simona Halep Marija Kirilenko Anastasija Pawluczenkowa | 4:6, 4:6 5:0 krecz 2:6, 2:6 |
| 2014 | Faza grupowa          | Jekatierina Makarowa Flavia Pennetta Garbiñe Muguruza  | 6:1, 6:4 1:6, 2:6 3:6, 5:7  |

## Finały turniejów ITF
| turnieje z pulą nagród 100 000 $ |
| turnieje z pulą nagród 75 000 $  |
| turnieje z pulą nagród 50 000 $  |
| turnieje z pulą nagród 25 000 $  |
| turnieje z pulą nagród 15 000 $  |
| turnieje z pulą nagród 10 000 $  |

### Gra pojedyncza 7 (3–4)
| Rezultat     |    | Data       | Turniej         | ($)     | Naw.    | Przeciwniczka             | Wynik            |
| Zwyciężczyni | 1. | 23/04/2006 | Bari            | 25 000  | Ceglana | Tathiana Garbin           | 6:2, 3:6, 6:2    |
| Zwyciężczyni | 2. | 02/07/2006 | Padwa           | 25 000  | Ceglana | María Vanina García Sokol | 6:1, 6:4         |
| Finalistka   | 1. | 22/07/2006 | Rzym            | 25 000  | Ceglana | Kira Nagy                 | 2:6, 7:6(5), 4:6 |
| Zwyciężczyni | 3. | 22/07/2007 | Dniepropetrowsk | 50 000  | Ceglana | Stefanie Vögele           | 6:4, 6:3         |
| Finalistka   | 2. | 12/09/2007 | Bordeaux        | 100 000 | Ceglana | Cwetana Pironkowa         | 2:6, 3:6         |
| Finalistka   | 3. | 26/09/2010 | Saint-Malo      | 100 000 | Ceglana | Romina Oprandi            | 2:6, 6:2, 2:6    |
| Finalistka   | 4. | 17/03/2012 | Nassau          | 100 000 | Twarda  | Aleksandra Wozniak        | 4:6, 5:7         |

### Gra podwójna 4 (3–1)
| Rezultat     |    | Data       | Turniej       | ($)     | Naw.          | Partnerka          | Przeciwniczki                       | Wynik    |
| Finalistka   | 1. | 22/10/2006 | Saint-Raphaël | 50 000  | Twarda (hala) | Yulia Fedossova    | Marija Korytcewa Galina Woskobojewa | 2:6, 4:6 |
| Zwyciężczyni | 1. | 30/10/2011 | Poitiers      | 100 000 | Twarda (hala) | Virginie Razzano   | Marija Kondratjewa Sophie Lefèvre   | 6:3, 6:2 |
| Zwyciężczyni | 2. | 20/05/2012 | Praga         | 100 000 | Ceglana       | Virginie Razzano   | Casey Dellacqua Akgul Amanmuradova  | 6:2, 6:3 |
| Zwyciężczyni | 3. | 22/07/2012 | Bukareszt     | 100 000 | Ceglana       | Irina-Camelia Begu | Elena Bogdan Raluca Olaru           | 6:2, 6:0 |

## Występy w igrzyskach olimpijskich

### Gra pojedyncza
| Runda                                                                            | Przeciwniczka                          | Wynik         |
| -------------------------------------------------------------------------------- | -------------------------------------- | ------------- |
|                                                                                  |                                        |               |
| Letnie Igrzyska Olimpijskie w Pekinie 2008, reprezentując państwo Francja [15]   |                                        |               |
| I runda                                                                          | Czechy: Nicole Vaidišová               | 4:6, 6:1, 6:4 |
| II runda                                                                         | Chiny: Peng Shuai                      | 6:2, 6:2      |
| III runda                                                                        | Stany Zjednoczone: Serena Williams [4] | 6:3, 3:6, 4:6 |
|                                                                                  |                                        |               |
| Letnie Igrzyska Olimpijskie w Londynie 2012, reprezentując państwo Francja       |                                        |               |
| I runda                                                                          | Austria: Tamira Paszek                 | 7:6(4), 6:4   |
| II runda                                                                         | Słowacja: Daniela Hantuchová           | 3:6, 0:6      |
|                                                                                  |                                        |               |
| Letnie Igrzyska Olimpijskie w Rio de Janeiro 2016, reprezentując państwo Francja |                                        |               |
| I runda                                                                          | Szwecja: Johanna Larsson               | 6:1, 2:6, 6:3 |
| II runda                                                                         | Stany Zjednoczone: Serena Williams [1] | 6:7(5), 2:6   |
|                                                                                  |                                        |               |
| Letnie Igrzyska Olimpijskie w Tokio 2020, reprezentując państwo Francja          |                                        |               |
| I runda                                                                          | Czechy: Karolína Plíšková [5]          | 1:6, 3:6      |

### Gra podwójna
| Runda                                                                      | Partnerka           | Przeciwniczki                                             | Wynik               |
| -------------------------------------------------------------------------- | ------------------- | --------------------------------------------------------- | ------------------- |
|                                                                            |                     |                                                           |                     |
| Letnie Igrzyska Olimpijskie w Pekinie 2008, reprezentując państwo Francja  |                     |                                                           |                     |
| I runda                                                                    | Virginie Razzano    | Chińskie Tajpej: Chan Yung-jan / Chuang Chia-jung [3]     | 6:7(2), 7:6(3), 5:7 |
|                                                                            |                     |                                                           |                     |
| Letnie Igrzyska Olimpijskie w Londynie 2012, reprezentując państwo Francja |                     |                                                           |                     |
| I runda                                                                    | Kristina Mladenovic | Chiny: Peng Shuai / Zheng Jie                             | 1:6, 7:6(3), 3:6    |
|                                                                            |                     |                                                           |                     |
| Letnie Igrzyska Olimpijskie w Tokio 2020, reprezentując państwo Francja    |                     |                                                           |                     |
| I runda                                                                    | Fiona Ferro         | Ukraina: Elina Switolina / Dajana Jastremśka              | 6:4, 6:2            |
| II runda                                                                   | Fiona Ferro         | Stany Zjednoczone: Bethanie Mattek-Sands / Jessica Pegula | 1:6, 4:6            |

## Finały juniorskich turniejów wielkoszlemowych

### Gra pojedyncza (1)
| Końcowy wynik | Rok  | Turniej     | Nawierzchnia | Przeciwniczka        | Wynik finału  |
| Zwyciężczyni  | 2007 | French Open | Ceglana      | Mariana Duque Mariño | 4:6, 6:1, 6:0 |

### Gra podwójna (1)
| Końcowy wynik | Rok  | Turniej         | Nawierzchnia | Partnerka       | Przeciwniczki                   | Wynik finału |
| Finalistka    | 2006 | Australian Open | Twarda       | Corinna Dentoni | Sharon Fichman A. Pawluczenkowa | 2:6, 2:6     |